# Campeonato manomanista 2019
La LXXIV edición del Campeonato manomanista, máxima competición de pelota vasca en la variante de pelota mano profesional de primera categoría, que se disputará en el año 2019. Está organizada por la LEPM (Liga de Empresas de Pelota Mano), compuesta por las dos principales empresas dentro del ámbito profesional de la pelota mano, Asegarce y ASPE. 

## Pelotaris
| - Pelotaris de Asegarce: - Asier Agirre (Previa) - Axier Arteaga (1/16) - Iñaki Artola (1/16) - Joanes Bakaikoa (1/16) - Oinatz Bengoetxea (1/8) - Víctor Esteban (1/16) - Unai Laso (1/16) - Jon Ander Peña (Previa) - Mikel Urrutikoetxea (1/4) |  | - Pelotaris de ASPE: - Jokin Altuna (1/4) - Danel Elezkano (1/4) - Peio Etxeberria (Previa) - Joseba Ezkurdia (1/4) - Iker Irribarria (1/8) - Erik Jaka (1/8) - Julen Retegi (1/16) - Beñat Rezusta (1/8) - Javier Zabala (Previa) |

## Fase previa
| Fecha    | Frontón y localidad       | Rojo          | Azul    | Tanteo  |
| -------- | ------------------------- | ------------- | ------- | ------- |
| 13/04/19 | Frontón Labrit, Pamplona  | Agirre        | Peña II | 12(1)-0 |
| 14/04/19 | Frontón Adarraga, Logroño | P. Etxeberria | Zabala  | 22-11   |

(1) Victoria de Asier Agirre por lesión de Jon Ander Peña

## Dieciseisavos de final
| Fecha    | Frontón y localidad          | Rojo      | Azul          | Tanteo |
| -------- | ---------------------------- | --------- | ------------- | ------ |
| 19/04/19 | Frontón Municipal, Labastida | Artola    | Arteaga II    | 22-11  |
| 20/04/19 | Frontón Municipal, Ezcaray   | Víctor    | Bakaikoa      | 22-13  |
| 21/04/19 | Frontón Adarraga, Logroño    | Agirre    | P. Etxeberria | 6-22   |
| 22/04/19 | Frontón Beotibar, Tolosa     | Retegi BI | Laso          | 22-8   |

## Octavos de final
| Fecha    | Frontón y localidad      | Rojo          | Azul          | Tanteo |
| -------- | ------------------------ | ------------- | ------------- | ------ |
| 26/04/19 | Frontón Beotibar, Tolosa | Jaka          | Artola        | 22-20  |
| 27/04/19 | Frontón Labrit, Pamplona | Bengoetxea VI | Retegi BI     | 22-16  |
| 28/04/19 | Frontón Astelena, Éibar  | Víctor        | Irribarria    | 20-22  |
| 29/04/19 | Frontón Aitzuri, Zumaya  | Rezusta       | P. Etxeberria | 10-22  |

## Cuartos de final
| Fecha    | Frontón y localidad              | Rojo          | Azul          | Tanteo |
| -------- | -------------------------------- | ------------- | ------------- | ------ |
| 03/05/19 | Frontón Atano III, San Sebastián | Altuna III    | Irribarria    | 18-22  |
| 04/05/19 | Frontón Labrit, Pamplona         | Ezkurdia      | Jaka          | 22-14  |
| 05/05/19 | Frontón Bizkaia, Bilbao          | Bengoetxea VI | Urrutikoetxea | 8-22   |
| 06/05/19 | Frontón Beotibar, Tolosa         | Elezkano II   | P. Etxeberria | 22-13  |

## Semifinales
| Fecha    | Frontón y localidad     | Rojo          | Azul       | Tanteo |
| -------- | ----------------------- | ------------- | ---------- | ------ |
| 18/05/19 | Frontón Bizkaia, Bilbao | Urrutikoetxea | Ezkurdia   | 22-14  |
| 19/05/19 | Frontón Astelena, Éibar | Elezkano II   | Irribarria | 12-22  |

## Tercer y cuarto puesto
| Fecha   | Frontón y localidad | Rojo | Azul | Tanteo |
| ------- | ------------------- | ---- | ---- | ------ |
| -/05/19 | -                   | -    | -    | -      |

## Final
| Fecha    | Frontón y localidad     | Rojo | Azul | Tanteo |
| -------- | ----------------------- | ---- | ---- | ------ |
| 02/06/19 | Frontón Bizkaia, Bilbao | -    | -    | -      |

- Datos: Q63226757